# Wilfried Gnonto
Degnand Wilfried Gnonto (Verbania, 5 novembre 2003) è un calciatore italiano, attaccante del Leeds Utd.
È il più giovane marcatore della storia della nazionale italiana, nonché uno dei tre calciatori italiani (gli altri sono Marco Verratti e Vincenzo Grifo) ad aver vestito la maglia azzurra senza aver mai giocato in Serie A.

## Biografia
Nato a Verbania, sul Lago Maggiore da genitori originari della Costa d'Avorio, è cresciuto a Baveno, dove risiedeva la famiglia. Ha frequentato il liceo classico per tre anni, prima di passare al liceo scientifico sportivo, in cui ha sostenuto l'esame di maturità nel 2022.

## Caratteristiche tecniche
È un attaccante esterno con buona tecnica di base, abile con entrambi i piedi e dotato di una notevole elevazione, nonostante l'altezza; ha dimostrato notevoli qualità soprattutto nel controllo di palla, nelle accelerazioni palla al piede e nelle situazioni uno-contro-uno. Capace di svariare su tutto il fronte offensivo, può giocare anche come seconda punta, ma durante il suo periodo al Leeds Utd è stato impiegato persino in posizioni più arretrate a centrocampo, per via delle sue doti aerobiche e della sua laboriosità. Per le sue caratteristiche, è stato paragonato sia a Raheem Sterling, sia a Paolo Di Canio, anche se ha dichiarato di avere Lionel Messi come punto di riferimento principale.
Nel 2020, è stato inserito nella lista dei migliori sessanta calciatori nati nel 2003, stilata dal quotidiano inglese The Guardian.

## Carriera

### Club

#### Gli inizi
All'età di nove anni è entrato a far parte del settore giovanile dell'Inter; nel corso degli anni successivi, ne ha scalato le varie categorie, fino ad ottenere nel 2019 la promozione in Primavera, con cui ha debuttato il 6 ottobre dello stesso anno, a sedici anni non ancora compiuti, realizzando anche una rete nella vittoria per 5-1 contro la Juventus.

#### Zurigo
Dopo aver scelto di non firmare un contratto professionistico con il club nerazzurro, il 23 aprile 2020 si è accordato con gli svizzeri dello Zurigo, firmando un contratto triennale. Inizialmente aggregato al settore giovanile, esordisce con la prima squadra il 24 ottobre seguente, a 16 anni, rimpiazzando Tosin Aiyegun al 72º minuto della gara di Super League contro il Vaduz e fornendo a Blaž Kramer l'assist per la rete del definitivo 4-1. Il 21 maggio 2021, dopo essere subentrato al compagno di squadra Antonio Marchesano da appena tre minuti, segna il suo primo gol da professionista, la rete del 4-1 finale contro il Vaduz.
Nella seconda stagione a Zurigo trova spazio con continuità; l'11 dicembre 2021 mette a segno la sua prima doppietta in carriera, nella vittoria per 3-1 sul campo del Losanna. In campionato realizza 8 reti in 33 presenze, contribuendo alla vittoria del titolo, conquistato con quattro giornate d'anticipo.
All'inizio della stagione successiva, esordisce nelle coppe europee, nel secondo turno preliminare di UEFA Champions League nel quale lo Zurigo viene eliminato dal Qarabağ. Realizza il suo primo gol europeo il 4 agosto 2022, nella gara di andata del terzo turno preliminare di Europa League vinta 2-0 contro il Linfield a Belfast.

#### Leeds
Il 1º settembre 2022, durante l'ultimo giorno della sessione estiva di calciomercato, Gnonto viene ceduto a titolo definitivo al Leeds Utd, per un importo stimato intorno ai 4,5 milioni di euro più bonus. Esordisce con il club inglese e in Premier League il 29 ottobre successivo, subentrando al posto di Jack Harrison nella partita in trasferta contro il Liverpool. Il 4 gennaio 2023, realizza la sua prima rete in Premier, aprendo le marcature nel pareggio casalingo contro il West Ham (2-2). Due settimane dopo, il 18 gennaio, realizza una doppietta nella partita contro il Cardiff City a Elland Road, valida per il terzo turno di FA Cup e vinta per 5-2: in particolare, segna il primo dei due gol con un tiro al volo al primo minuto di gioco, per poi ripetersi al 36º minuto. L'8 febbraio successivo, apre le marcature dell'incontro di campionato con il Manchester United dopo appena 55 secondi dal fischio d'inizio: la partita è poi terminata con un pareggio per 2-2. Termina la stagione con 24 presenze in campionato, ma il Leeds, arrivato penultimo, retrocede in Championship.
All'inizio della stagione successiva, in seguito alla sua richiesta di cessione, Gnonto salta le prime partite ufficiali della sua squadra, salvo poi ritornare sui propri passi verso la fine di agosto. Reintegrato dunque in rosa dall'allenatore Daniel Farke, il 26 agosto 2023, l'attaccante va a segno nella sua prima partita, contribuendo alla vittoria per 4-3 sul campo dell'Ipswich Town in campionato. Termina l'annata con otto gol e due assist, play-off compresi, anche se il Leeds perde la finale dei play-off contro il Southampton.
Il 10 agosto 2024, Gnonto segna una rete nella prima partita della stagione contro il Portsmouth, poi conclusasi sul 3-3. Al termine dello stesso mese, rinnova il proprio contratto con il Leeds fino al 30 giugno 2028. Con 9 reti in 43 presenze contribuisce alla promozione diretta del Leeds, che chiude il campionato al primo posto.

### Nazionale

#### Nazionali giovanili
Nato in Italia da genitori originari della Costa d'Avorio, Gnonto ha scelto di rappresentare l'Italia.
Inizia il suo percorso con le nazionali giovanili italiane dall'Under-16. Nel 2019 ha partecipato con la nazionale Under-17 al campionato mondiale di categoria, nel quale realizza 3 gol nella fase a gironi, prima che l'Italia fosse eliminata ai quarti di finale dal Brasile.
Nel 2021 è entrato a far parte della nazionale Under-19, di cui è stato anche capitano.
Nel giugno 2023 viene convocato dal CT Paolo Nicolato per l'Europeo Under-21 organizzato in Georgia e Romania, e debutta in nazionale Under-21 il 22 dello stesso mese, subentrando al posto di Cambiaghi nella partita inaugurale della fase a gironi persa per 2-1 contro la Francia. Tre giorni più tardi segna il suo primo gol in Under-21, contribuendo alla vittoria per 3-2 sulla Svizzera, ma l'Italia viene tuttavia eliminata nella fase a gironi.
Nel giugno 2025 viene convocato dal CT Carmine Nunziata per l'Europeo Under-21 organizzato in Slovacchia.

#### Nazionale maggiore
Dopo essere stato convocato in nazionale per uno stage dedicato ai giovani calciatori, il 30 maggio 2022 Gnonto viene inserito a sorpresa dal CT Roberto Mancini nella lista allargata dei 30 giocatori convocati per la Finalissima contro l'Argentina del 1º giugno seguente.
Esordisce in nazionale il 4 giugno 2022, a 18 anni e 7 mesi, entrando al posto di Matteo Politano nel secondo tempo della partita di UEFA Nations League contro la Germania (1-1) a Bologna, e fornendo anche l'assist per il gol del momentaneo 1-0 di Lorenzo Pellegrini. Tre giorni più tardi gioca la sua prima gara da titolare, disputando l'intero incontro di Nations League vinto per 2-1 contro l'Ungheria a Cesena. Il 14 giugno 2022 realizza il suo primo gol in nazionale, nella partita di Nations League persa per 5-2 contro la Germania a Mönchengladbach, divenendo così il più giovane marcatore della storia della nazionale italiana, superando il precedente record di Bruno Nicolè.
Nel giugno 2023 viene inserito nella lista dei 23 convocati per la fase finale della Nations League, dove gioca titolare nella finale per il terzo posto vinta per 3-2 dall'Italia contro i padroni di casa dei Paesi Bassi.

## Statistiche

### Presenze e reti nei club
Statistiche aggiornate al 3 maggio 2025.
| Stagione         | Squadra          | Campionato       | Campionato | Campionato | Coppe nazionali | Coppe nazionali | Coppe nazionali | Coppe continentali | Coppe continentali | Coppe continentali | Altre coppe | Altre coppe | Altre coppe | Totale | Totale |
| Stagione         | Squadra          | Comp             | Pres       | Reti       | Comp            | Pres            | Reti            | Comp               | Pres               | Reti               | Comp        | Pres        | Reti        | Pres   | Reti   |
| ---------------- | ---------------- | ---------------- | ---------- | ---------- | --------------- | --------------- | --------------- | ------------------ | ------------------ | ------------------ | ----------- | ----------- | ----------- | ------ | ------ |
| 2020-2021        | Zurigo           | SL               | 26         | 1          | CS              | 0               | 0               | -                  | -                  | -                  | -           | -           | -           | 26     | 1      |
| 2021-2022        | Zurigo           | SL               | 33         | 8          | CS              | 3               | 2               | -                  | -                  | -                  | -           | -           | -           | 36     | 10     |
| set. 2022        | Zurigo           | SL               | 6          | 0          | CS              | 1               | 0               | UCL+UEL            | 2+3                | 0+1                | -           | -           | -           | 12     | 1      |
| Totale Zurigo    | Totale Zurigo    | Totale Zurigo    | 65         | 9          |                 | 4               | 2               |                    | 5                  | 1                  |             | -           | -           | 74     | 12     |
| 2022-2023        | Leeds Utd        | PL               | 24         | 2          | FACup+CdL       | 3+1             | 2+0             | -                  | -                  | -                  | -           | -           | -           | 28     | 4      |
| 2023-2024        | Leeds Utd        | FLC              | 36+3       | 8+0        | FACup+CdL       | 4+1             | 1+0             | -                  | -                  | -                  | -           | -           | -           | 44     | 9      |
| 2024-2025        | Leeds Utd        | FLC              | 43         | 9          | FACup+CdL       | 2+1             | 0               | -                  | -                  | -                  | -           | -           | -           | 46     | 9      |
| Totale Leeds Utd | Totale Leeds Utd | Totale Leeds Utd | 103+3      | 19         |                 | 12              | 3               |                    | -                  | -                  |             | -           | -           | 118    | 22     |
| Totale carriera  | Totale carriera  | Totale carriera  | 171        | 28         |                 | 16              | 5               |                    | 5                  | 1                  |             | -           | -           | 192    | 34     |

### Cronologia presenze e reti in nazionale
| Cronologia completa delle presenze e delle reti in nazionale ― Italia | Cronologia completa delle presenze e delle reti in nazionale ― Italia | Cronologia completa delle presenze e delle reti in nazionale ― Italia | Cronologia completa delle presenze e delle reti in nazionale ― Italia | Cronologia completa delle presenze e delle reti in nazionale ― Italia | Cronologia completa delle presenze e delle reti in nazionale ― Italia | Cronologia completa delle presenze e delle reti in nazionale ― Italia | Cronologia completa delle presenze e delle reti in nazionale ― Italia |
| Data                                                                  | Città                                                                 | In casa                                                               | Risultato                                                             | Ospiti                                                                | Competizione                                                          | Reti                                                                  | Note                                                                  |
| --------------------------------------------------------------------- | --------------------------------------------------------------------- | --------------------------------------------------------------------- | --------------------------------------------------------------------- | --------------------------------------------------------------------- | --------------------------------------------------------------------- | --------------------------------------------------------------------- | --------------------------------------------------------------------- |
| 4-6-2022                                                              | Bologna                                                               | Italia                                                                | 1 – 1                                                                 | Germania                                                              | UEFA Nations League 2022-2023 - 1º turno                              | -                                                                     | 65’                                                                   |
| 7-6-2022                                                              | Cesena                                                                | Italia                                                                | 2 – 1                                                                 | Ungheria                                                              | UEFA Nations League 2022-2023 - 1º turno                              | -                                                                     |                                                                       |
| 11-6-2022                                                             | Wolverhampton                                                         | Inghilterra                                                           | 0 – 0                                                                 | Italia                                                                | UEFA Nations League 2022-2023 - 1º turno                              | -                                                                     | 64’                                                                   |
| 14-6-2022                                                             | Mönchengladbach                                                       | Germania                                                              | 5 – 2                                                                 | Italia                                                                | UEFA Nations League 2022-2023 - 1º turno                              | 1                                                                     |                                                                       |
| 23-9-2022                                                             | Milano                                                                | Italia                                                                | 1 – 0                                                                 | Inghilterra                                                           | UEFA Nations League 2022-2023 - 1º turno                              | -                                                                     | 63’                                                                   |
| 26-9-2022                                                             | Budapest                                                              | Ungheria                                                              | 0 – 2                                                                 | Italia                                                                | UEFA Nations League 2022-2023 - 1º turno                              | -                                                                     | 66’                                                                   |
| 16-11-2022                                                            | Tirana                                                                | Albania                                                               | 1 – 3                                                                 | Italia                                                                | Amichevole                                                            | -                                                                     | 77’                                                                   |
| 20-11-2022                                                            | Vienna                                                                | Austria                                                               | 2 – 0                                                                 | Italia                                                                | Amichevole                                                            | -                                                                     | 72’                                                                   |
| 23-3-2023                                                             | Napoli                                                                | Italia                                                                | 1 – 2                                                                 | Inghilterra                                                           | Qual. Euro 2024                                                       | -                                                                     | 70’                                                                   |
| 26-3-2023                                                             | Ta' Qali                                                              | Malta                                                                 | 0 – 2                                                                 | Italia                                                                | Qual. Euro 2024                                                       | -                                                                     | 22’                                                                   |
| 18-6-2023                                                             | Enschede                                                              | Paesi Bassi                                                           | 2 – 3                                                                 | Italia                                                                | UEFA Nations League 2022-2023 - Finale 3º posto                       | -                                                                     | 63’                                                                   |
| 9-9-2023                                                              | Skopje                                                                | Macedonia del Nord                                                    | 1 – 1                                                                 | Italia                                                                | Qual. Euro 2024                                                       | -                                                                     | 82’                                                                   |
| 12-9-2023                                                             | Milano                                                                | Italia                                                                | 2 – 1                                                                 | Ucraina                                                               | Qual. Euro 2024                                                       | -                                                                     | 58’                                                                   |
| Totale                                                                |                                                                       | Presenze                                                              | 13                                                                    |                                                                       | Reti                                                                  | 1                                                                     |                                                                       |

| Cronologia completa delle presenze e delle reti in nazionale ― Italia under 21 | Cronologia completa delle presenze e delle reti in nazionale ― Italia under 21 | Cronologia completa delle presenze e delle reti in nazionale ― Italia under 21 | Cronologia completa delle presenze e delle reti in nazionale ― Italia under 21 | Cronologia completa delle presenze e delle reti in nazionale ― Italia under 21 | Cronologia completa delle presenze e delle reti in nazionale ― Italia under 21 | Cronologia completa delle presenze e delle reti in nazionale ― Italia under 21 | Cronologia completa delle presenze e delle reti in nazionale ― Italia under 21 |
| Data                                                                           | Città                                                                          | In casa                                                                        | Risultato                                                                      | Ospiti                                                                         | Competizione                                                                   | Reti                                                                           | Note                                                                           |
| ------------------------------------------------------------------------------ | ------------------------------------------------------------------------------ | ------------------------------------------------------------------------------ | ------------------------------------------------------------------------------ | ------------------------------------------------------------------------------ | ------------------------------------------------------------------------------ | ------------------------------------------------------------------------------ | ------------------------------------------------------------------------------ |
| 22-6-2023                                                                      | Cluj-Napoca                                                                    | Francia under 21                                                               | 2 – 1                                                                          | Italia under 21                                                                | Europeo Under-21 2023 - 1º turno                                               | -                                                                              | 46’                                                                            |
| 25-6-2023                                                                      | Cluj-Napoca                                                                    | Svizzera under 21                                                              | 2 – 3                                                                          | Italia under 21                                                                | Europeo Under-21 2023 - 1º turno                                               | 1                                                                              | 71’                                                                            |
| 28-6-2023                                                                      | Cluj-Napoca                                                                    | Italia under 21                                                                | 0 – 1                                                                          | Norvegia under 21                                                              | Europeo Under-21 2023 - 1º turno                                               | -                                                                              | 62’                                                                            |
| 16-11-2023                                                                     | Serravalle                                                                     | San Marino under 21                                                            | 0 – 7                                                                          | Italia under 21                                                                | Qual. Europeo Under-21 2025                                                    | 2                                                                              | 72’                                                                            |
| 21-11-2023                                                                     | Cork                                                                           | Irlanda under 21                                                               | 2 – 2                                                                          | Italia under 21                                                                | Qual. Europeo Under-21 2025                                                    | 2                                                                              | 89’                                                                            |
| 22-3-2024                                                                      | Cesena                                                                         | Italia under 21                                                                | 2 – 0                                                                          | Lettonia under 21                                                              | Qual. Europeo Under-21 2025                                                    | -                                                                              | cap. 86’                                                                       |
| 26-3-2024                                                                      | Ferrara                                                                        | Italia under 21                                                                | 1 – 1                                                                          | Turchia under 21                                                               | Qual. Europeo Under-21 2025                                                    | -                                                                              | 37’ 78’                                                                        |
| 5-9-2024                                                                       | Latina                                                                         | Italia under 21                                                                | 7 – 0                                                                          | San Marino under 21                                                            | Qual. Europeo Under-21 2025                                                    | -                                                                              | cap. 46’                                                                       |
| 10-9-2024                                                                      | Stavanger                                                                      | Norvegia under 21                                                              | 0 – 3                                                                          | Italia under 21                                                                | Qual. Europeo Under-21 2025                                                    | -                                                                              | 87’                                                                            |
| 15-10-2024                                                                     | Trieste                                                                        | Italia under 21                                                                | 1 – 1                                                                          | Irlanda under 21                                                               | Qual. Europeo Under-21 2025                                                    | -                                                                              | cap. 76’                                                                       |
| 15-11-2024                                                                     | Empoli                                                                         | Italia under 21                                                                | 2 – 2                                                                          | Francia under 21                                                               | Amichevole                                                                     | -                                                                              | 73’                                                                            |
| 19-11-2024                                                                     | La Spezia                                                                      | Italia under 21                                                                | 2 – 2                                                                          | Ucraina under 21                                                               | Amichevole                                                                     | -                                                                              | 58’                                                                            |
| 21-3-2025                                                                      | Venezia                                                                        | Italia under 21                                                                | 1 – 2                                                                          | Paesi Bassi under 21                                                           | Amichevole                                                                     | -                                                                              | 45’                                                                            |
| 11-6-2025                                                                      | Trnava                                                                         | Italia under 21                                                                | 1 – 0                                                                          | Romania under 21                                                               | Europeo Under-21 2025 - 1º turno                                               | -                                                                              | 63’                                                                            |
| 14-6-2025                                                                      | Trnava                                                                         | Slovacchia under 21                                                            | 0 – 1                                                                          | Italia under 21                                                                | Europeo Under-21 2025 - 1º turno                                               | -                                                                              | 58’                                                                            |
| 17-6-2025                                                                      | Trnava                                                                         | Spagna under 21                                                                | 1 – 1                                                                          | Italia under 21                                                                | Europeo Under-21 2025 - 1º turno                                               | -                                                                              | 74’                                                                            |
| 22-6-2025                                                                      | Dunajská Streda                                                                | Germania under 21                                                              | 3 – 2 dts                                                                      | Italia under 21                                                                | Europeo Under-21 2025 - Quarti di finale                                       | -                                                                              | 63’, 81’                                                                       |
| Totale                                                                         |                                                                                | Presenze                                                                       | 17                                                                             |                                                                                | Reti                                                                           | 5                                                                              |                                                                                |

## Palmarès

### Club

#### Competizioni giovanili
- Campionato Nazionale Under-17: 1

Inter: 2016-2017

#### Competizioni nazionali
- Campionato svizzero: 1

Zurigo: 2021-2022
- Campionato inglese di seconda divisione: 1

Leeds Utd: 2024-2025